# あなたを見送る7日間
『あなたを見送る7日間』（原題:This Is Where I Leave You）は2014年にアメリカ合衆国で公開されたドラマ映画である。監督はショーン・レヴィ、主演はジェイソン・ベイトマンが務めた。本作はジョナサン・トロッパーが2009年に発表した小説『This Is Where I Leave You』を原作としている。本作は日本国内で劇場公開されなかったが、WOWOWで放送されたことがある。

## ストーリー
ジャッド・アルトマンは妻のクインと上司のウェイドが1年間もの間不倫関係にあったことを知った。失意のうちに家を出たジャッドの元に父親のモルトが亡くなったとの一報が飛び込んできた。アルトマン一家は久しぶりに一堂に会することとなった。妹のウェンディは2児の母親だったが、夫の多忙が原因で夫婦仲が思わしくない状況にあった。兄のポールはアニーと結婚していたが、彼女はジャッドの元カノでもあった。末弟のフィリップは年上の恋人（トレイシー）を同伴しており、葬式の進め方にあれこれ介入していた。
父モルトは無神論者であったにも拘わらず、ユダヤ教のしきたりであるシヴァを実践するように家族に求めていたと、母親のヒラリーが告げた。その進行役はアルトマン一家と家族ぐるみの付き合いがあるラビ、チャールズ（ボーナー）が務めることになった。ジャッドは妻が不倫していたという事実を隠し通そうとしていたが、なぜかウェンディにはバレてしまった。その後、ジャッドは古い友人ペニーと再会した。高校時代、ペニーはジャッドに入れ込んでいた。
シヴァの最中、酔っ払ったウェンディはジャッドから不倫の詳細を聞き出そうと躍起になっていた。適当にあしらっていたジャッドだったが徐々に怒りが込み上げてきた。その結果、苛立ちに任せて事の子細をぶちまけてしまった。その頃、フィリップは家族が揉めることを嘆いていたが、どさくさに紛れて別の女性を誘惑しにかかった。しかし、その様子はトレイシーに目撃されていた。翌日、クインが何食わぬ顔でアルトマン家にやって来て、ジャッドとの子供を妊娠していると告げた。ウェイドは本当に自分の子供かと疑ったが、不倫相手のウェイドは無精子症であるという。
子供ができない状況に業を煮やしたアニーは、あろうことかジャッドのベッドに潜り込んできたが、ジャッドは何とかその場を切り抜けることができた。その頃、ウェンディは旧友のホリーの元を訪れ、過去の過ちを謝罪していた。数日後、ウェンディは夫のバリーが仕事のためにアルトマン家を離れることに激怒し、その場の勢いでホリーとベッドを共にしてしまった。ウェンディはこっそり家に戻ろうとしたが、運悪くジャッドに見つかった。ウェンディは涙ながらにもうバリーを愛していないと語った。クインに愛想を尽かしていたジャッドはペニーと過ごしていたが、そこにクインから電話がかかってきた。ジャッドは流産すると騒ぎ立てるクインと一緒に病院へと向かったが、そこにウェイドが姿を見せた。2人は口論を始め、そのまま取っ組み合いの喧嘩になってしまった。そこにやってきたフィリップとウェンディが場を収めたが、ウェンディはウェイドにパンチ一発をお見舞いした。別れ際、ウェイドはクインとの関係を終わらせるとジャッドに告げた。
個々の問題が一気に噴出したアルトマン一家は収拾不能に陥ったが、母ヒラリーにも子供たちに明かしていなかった秘密があった。子供たちが母親の秘密を知ったとき、事態はようやく好転に向かうのだった。

## キャスト
- ジェイソン・ベイトマン - ジャッド・アルトマン
- ティナ・フェイ - ウェンディ・アルトマン
- ジェーン・フォンダ - ヒラリー・アルトマン
- アダム・ドライバー - フィリップ・アルトマン
- ローズ・バーン - ペニー・ムーア
- コリー・ストール - ポール・アルトマン
- キャスリン・ハーン - アニー・アルトマン
- コニー・ブリットン - トレイシー・サリヴァン
- ティモシー・オリファント - ホリー・カレン
- ダックス・シェパード - ウェイド・ビューホート
- デブラ・モンク - リンダ・カレン
- アビゲイル・スペンサー - クイン・アルトマン
- ベン・シュワルツ - チャールズ・グロッドナー（ボーナー）

## 製作
2013年5月13日、本作の主要撮影がニューヨークで始まった。

## 音楽
2013年10月9日、マイケル・ジアッチーノが本作で使用される楽曲を手掛けることになったと報じられた。2014年9月16日、ウォータータワー・ミュージックが本作のサウンドトラックを発売した。

## マーケティング・興行収入
2014年5月15日、本作の劇中写真が公開された。28日、本作の予告編が公開された。
本作は『誘拐の掟』及び『メイズ・ランナー』と同じ週に封切られ、公開初週末に1100万ドル前後を稼ぎ出すと予想されていたが、この予想は的中した。2014年9月19日、本作は全米2868館で公開され、公開初週末に1155万ドルを稼ぎ出し、週末興行収入ランキング初登場3位となった。

## 評価
本作に対する批評家の評価は平凡なものに留まっている。映画批評集積サイトのRotten Tomatoesには156件のレビューがあり、批評家支持率は42%、平均点は10点満点で5.4点となっている。サイト側による批評家の見解の要約は「『あなたを見送る7日間』には佳作以上の作品になり得る要素があった。しかし、才能豊かな俳優たちを集結させたにも拘わらず、何故か凡庸な作品になっている。失望を禁じ得ない。」となっている。また、Metacriticには39件のレビューがあり、加重平均値は44/100となっている。なお、本作のCinemaScoreはB+となっている。